# The Dresden Dolls (album)
The Dresden Dolls – pierwszy album bostońskiego duetu The Dresden Dolls, wydany 26 września 2003 przez własną wytwórnię zespołu (8ft. Records). 27 kwietnia 2004 wydany ponownie przez Roadrunner Records (z dodatkowym wideo Girl Anachronism oraz nieco zmienioną okładką).
Wszystkie utwory zostały napisane przez Amandę Palmer.

## The Dresden Dolls Companion
W  książce The Dresden Dolls Companion Amanda Palmer opublikowała historię albumu, duetu, jak również częściowo własną biografię. Zawiera ona także słowa i nuty do każdego utworu. Do wydawnictwa dołączona jest płyta DVD zawierająca wywiad z Palmer, w którym opowiada o procesie powstawania płyty. 

## Lista utworów
1. Good Day – 5:51
2. Girl Anachronism – 2:59
3. Missed Me – 4:53
4. Half Jack – 5:57
5. 672 – 1:24
6. Coin-Operated Boy – 4:46
7. Gravity – 4:19
8. Bad Habit – 3:01
9. The Perfect Fit – 5:45
10. The Jeep Song – 4:50
11. Slide – 4:30
12. Truce – 8:34